# Alarm plutonium
Alarm plutonium is een spionageroman van auteur Gérard de Villiers en is het 107e deel uit de S.A.S.-reeks met als protagonist de Oostenrijkse prins en freelance CIA-agent Malko Linge.

## Het verhaal
In een achteraf straat in Boedapest, Hongarije wordt een lid van de Russische maffia vermoord aangetroffen. In zijn zakken wordt een kleine hoeveelheid plutonium 239 aangetroffen en waardoor de CIA interesse krijgt in wat op het eerste gezicht slechts een eenvoudige afrekening lijkt te zijn.
Plutonium 239 vormt de basis voor de meeste thermonucleaire wapens. De voormalige Sovjet-Unie valt langzaam uiteen en het Sovjetleger kan haar nucleaire arsenaal niet meer afdoende bewaken. De Russische maffia is bezig met het opzetten van een klandistien kanaal voor de smokkel van kernwapens tussen de voormalig Sovjet-Unie en Europa.
De computers van de CIA leggen een verband met Iran. Het land beschikt over een enorm defensiebudget maar ook over de benodigde nucleaire technologie.
Malko krijgt opdracht contact te leggen met de Russische maffia om aldus de lading te onderscheppen voordat het Iran bereikt en krijt hierbij ondersteuning van de voormalig aartsrivaal: de KGB.

## Personages
- Malko Linge, Oostenrijkse prins en CIA-agent